# 法光寺 (埼玉県伊奈町)
法光寺（ほうこうじ）は、埼玉県北足立郡伊奈町にある真言宗智山派の寺院。

## 歴史
791年（延暦10年）、宥覚によって開山された。当初は天台宗の寺であった。ところが1563年（永禄6年）に、武蔵国足立郡畔吉村（現・埼玉県上尾市畔吉）の真言宗寺院「徳星寺」と宗派を入れ替え、当寺が真言宗に、徳星寺が天台宗に転宗した。
1650年（慶安3年）、江戸幕府第3代将軍徳川家光より、寺領10石3斗の朱印状が交付されている。

## 文化財
- 絹本着色釈迦十六善神像（埼玉県指定有形文化財 平成31年2月22日指定）[3]
- 守覚親王の書（伊奈町指定有形文化財 昭和43年3月1日指定）[4]
- 十三仏板石塔婆（伊奈町指定有形文化財 昭和54年11月1日指定）[5]

## 交通アクセス
- 丸山駅より徒歩22分。